# Eukoenenia ankaratrensis
Eukoenenia ankaratrensis är en spindeldjursart som beskrevs av Jules Rémy 1960. Eukoenenia ankaratrensis ingår i släktet Eukoenenia och familjen Eukoeneniidae. Inga underarter finns listade i Catalogue of Life.